# Naustøyna
Naustøyna est une île norvégienne du comté de Hordaland appartenant administrativement à Herdla.

## Description
Rocheuse et couverte d'une légère végétation, elle s'étend sur environ 1,42 km de longueur pour une largeur approximative de 328 m. 